# Крымский поход на Русь (1541)
Крымский поход на Русь 1541 года — крупный поход крымской армии во главе с ханом Сахиб Гераем, при поддержке турок и ногаев на Москву летом 1541 года. Поход был осуществлён с целью погрома русских территорий, а также добычи пленных, подобно успешному Крымскому походу 1521 года.

## Предпосылки
Причинами конфликта между Москвой и Крымом стало обострение русско-казанских противоречий. Будучи казанским союзником, крымский хан Сахиб Герай решил использовать возможность для нападения и попросил помощи у турецкого султана Сулеймана I. Получив от султана войско янычар и артиллерию, хан выступил в поход на Москву.
Поход начался 5 июля 1541 года. В русской столице практически сразу узнали о приготовлениях хана. Его войско доходило до 40 тыс. человек, в числе которых до тысячи мушкетёров-тюфенгчи с 60 фальконетами. По сообщению летописей со слов русских беглецов, татар, выступивших в поход, было до 100 тысяч и более. Татары двигались на Москву тем же путём, что и в 1521 году.
Для отражения нападения были приняты серьёзные меры. Данные сведения вынудили перегруппировку оборонительных сил. Армию, сконцентрированную во Владимире для Казанского похода, всё же не тронули, но стали стягивать отряды из отдалённых районов, которым могли стать резервом для обороны Москвы.
Русские войска состояли примерно из 25—30 тысяч служилых людей и при этом полки были растянуты вдоль всей Оки от Калуги до Рязани и Тулы на расстоянии фронта 220 км. Опорными пунктами русской обороны стали города Калуга, Кашира, Коломна, Серпухов, Тула и в меньшей степени Зарайск.
В самой Москве хотели эвакуировать малолетнего Ивана Грозного в более безопасное место, но митрополит Иосаф отсоветовал.

## Командующие
По разрядным книгам известно, что в 1541 году русская оборонительная армия вышла на Окский рубеж в традиционном составе: 5 полков. Большой полк под командой князя Д.Ф. Бельского (он же главнокомандующий всеми полевыми силами на Оке), князей И.М. Шуйского и М.И. Кубенского расположился, очевидно, где-то в районе Коломны. Передовой полк возглавляли князья И.И. Пронский Турунтай и В.Ф. Охлябинин. Полк Правой руки — князь И.В. Пронский Шемяка и С.С. Беззубцев. Полк Левой руки — князья И.М. Троекуров и В.С. Мезецкий. Сторожевой полк — князья Ю.И. Темкин-Ростовский и В.В. Ушатый Чулок. Кроме того, общая расстановка сил зависела от гарнизонов соседствующих городов, и там тоже были поставлены крепкие воеводы. «У Николы Заразского» (Зарайск) — князья С.И. Микулинский и В.С. Серебряный-Оболенский. На Рязани "за городом" стоял крупный отряд, возглавленный князем М.А. Трубецким, которому подчинялись младшие воеводы: С.И. Жулебин, Ю.А. Чевкин и князь Ю.И. Деев. На Туле гарнизоном командовали князья П.А. Булгаков-Куракин и И.М. Хворостинин, а в Калуге — князь Р. И. Одоевский, которому подчинялись И. П. Федоров-Челяднин, С. К. Заболоцкий и князь М. Мавкин Умар. Судя по количеству воевод, наиболее крупные воинские контингенты защищали Калугу и Рязань.

## Вторжение
В середине июля 1541 года татарские войска вошли на территорию Русского государства. Начало оборонительной операции было положено 28 июля, когда Передовой полк крымцев ударил по городку Осётр близ Зарайска. Его воевода Назар Глебов с частью гарнизона и вооруженными горожанами неожиданно совершил вылазку против татар, когда они входили в городские посады. Потеряв 9 бойцов пленными крымский авангард отступил. Пленных допросили и послали гонца с известием в столицу. По полученным сведениям отряд П.А. Булгакова, стоявшего на Пахре, перебросили, чтобы пополнить Большой полк князя Бельского. Из Москвы на его место были отправлены князь В.М. Щенятев и конюший И.И. Челяднин.
30 июля хан Сагиб-Гирей вышел со своей Ордой к Оке напротив Ростиславля (ныне утраченное село, которое в XVI веке находилось неподалёку от села Сосновка на юге Московской области) и расположил там свою ставку на холме. Русские полки выдвинулись к городу, намереваясь защитить переправы. Гарнизоны близлежащих городов снимались для содействия основным силам. Ближе всех к возможному прорывы оказался зарайский воевода С.И. Микулинский с небольшим отрядом. Передовой полк Пронского, также успел подойти к переправам и занял позиции, до прихода основных сил. Перед всей вражеской армадой оказался один полк, не имевший шансов победить. Люди, вставшие заслоном на пути крымцев, готовились к смерти.
Под прикрытием артиллерийского огня, татары начали первую попытку переправиться через реку. Татары на лошадях, плотах и прочих средствах устремились к русскому берегу. Русские воеводы приказали отбивать их стрелами, причинив нападающим большие потери и враг отступил.
Вторая попытка штурма сопровождалась пищальным огнем: наемники по приказу хана попытались свинцовым градом сбить полк с занимаемых позиций. Турецкие пушкари встали к орудиям, и в русских воинов полетели ядра. Крымцы вновь полезли в реку. Полк стоял, как мог. Дворяне один за другим падали с лошадей, и без того малые силы полка таяли. В результате Передовой полк дрогнул и стал отходить, но тут на выручку подоспел отряд С.И. Микулинского. Крымцы опять понесли потери и отошли, возобновив перестрелку и обстрел из пушек.
Понемногу начали прибывать части Большого полка, явился вместе с главными силами и русский главнокомандующий, князь Д.Ф. Бельский. Успели к месту прорыва полки Правой и Левой руки. Не успел большой отряд князя Одоевского, шедший с Угры, из-под Калуги. К вечеру на левом берегу Оки собрались против татарского войска уже практически всё русское войско, ожидался подход ещё около 2—2,5 тысячи всадников.
Легкие отряды из состава прибывших русских полков вышли к самому берегу Оки. Доплывших до нашего берега татар секли топорами и саблями. Со стороны русских полков открыла огонь легкая артиллерия, «разбившая» несколько турецких пушек. Московские ратники издевательски «просили берега», то есть требовали у крымцев освободить место на их берегу для битвы. Согласно русским летописям, московские пушкари в артиллерийской дуэли оказались искуснее турецких, «многих татар побиша царевых добре и у турок многие пушки разбиша».
В ночь с 30 на 31 июля прибыл «большой наряд» — тяжелая московская артиллерия, и князь Д.Ф. Бельский приказал ставить её по берегу и готовить для утреннего боя.
Увидев большие пушки, поставленные перед строем московских полков, хан Сахиб Герай не решился продолжить сражение, которое могло привести к гибели его армии, и утром следующего дня отступил. Утром 31 июля хан «побеже». Они бежали на юг той же дорогой, какой пришли, «с великим срамом...— по словам летописца,— бросив пушки и пищали, и телеги, и всякую рухлядь воинскую», но, другая летопись ограничивает русские трофеи лишь «телегами с запасом».
Самым неуёмным оказался сын хана царевич Эмин-Герай. Он «отворотил» от войск отца, ринувшись на «Одоевские места». Но тут его встретил местный воевода, князь В.И. Воротынский. Его контрудар и здесь опрокинул татар, а 50 крымцев отправились пленниками в Москву.
От них стало известно, что Сагиб-Гирей все еще не смирился с поражением, а крымская армия двинулась в направлении Пронска. 3 августа татары осадили город. Пронск был подвергнут сильному артиллерийскому обстрелу, затем татары пошли на штурм. Защитники города во главе с воеводой Владимиром Жулебиным отбили приступы, и татары вынуждены были отойти от городских стен. Крымские мурзы, видя большую убыль в бойцах, начали было переговоры с Жулебиным, обещая милостивое отношение, если воевода добровольно сдаст город, но воевода отказался. Тайком в Пронск пробрались семеро бойцов из отряда князя Микулинского. Они подали весть о скором подходе большой московской рати.
На следующую ночь, узнав о приближении русской армии, крымский хан начал уводить войска в степь. В результате крымским татарам удалось переправиться через Дон до подхода русских войск, предварительно спалив осадные сооружения и уничтожив собственные пушки.
Вся Русь праздновала большую победу. Воевод, побывавших в деле, от имени государя-отрока щедро одаривали шубами, драгоценными кубками, деньгами и поместными окладами.

## Последствия
Успешное отражение нашествия 1541 года привело к переносу линии обороны гораздо южнее старой. Новый рубеж прошёл по линии крепостей: Козельск — Одоев — Тула — Зарайск — Переяславль-Рязанский.
Вторжение 1541 года стало первым в истории столкновением русских и турецких войск (действовавших в составе армии крымского хана) и во многом послужило прологом будущих русско-турецких войн.

## Первоисточники
- Лицевой летописный свод